# Косовско-ресавский диалект
Ко́совско-ресавский диале́кт (также косовско-ресавская группа говоров; серб. косовско-ресавски дијалект, kosovsko-resavski dijalekt) — один из четырёх староштокавских диалектов сербохорватского языкового континуума наряду со славонским, восточнобоснийским и зетско-южносанджакским. Распространён в юго-западных, центральных и восточных районах Сербии. В составе косовско-ресавского диалекта особо выделяется смедеревско-вршачская группа говоров (смедеревско-вршачский поддиалект). Носителями косовско-ресавского диалекта являются преимущественно сербы, помимо сербов на этом диалекте говорят также хорваты в Румынии (в основном на говорах смедеревско-вршачшской группы). Название диалекта происходит от названия реки Ресавы (правого притока Великой Моравы) и исторической области Косово.
Косовско-ресавские говоры характеризует последовательный экавизм — рефлексом праславянского *ě является гласная e. По наличию сочетаний согласных на месте *stj и *zdj косовско-ресавский диалект относится к так называемой штакавской группе. По происхождению является восточноштокавским диалектом.

## Область распространения
Область распространения косовско-ресавского диалекта размещена в восточной части ареала штокавского наречия на границе с ареалом торлакского наречия. Косовско-ресавский ареал тянется широкой полосой по восточным, центральным и юго-западным районам Сербии от Дуная на севере до Косова и границы с Албанией на юге. По современному административно-территориальному делению Сербии собственно косовско-ресавские говоры (без смедеревско-вршачских) в Центральной Сербии распространены на всей территории Борского и Поморавского округов, на большей части Браничевского и Расинского округов, в северных районах Заечарского округа, в восточных районах Шумадийского округа, в северных и центральных районах Рашского округа и в центральных и западных районах Топличского округа. В автономном крае Косово и Метохия косовско-ресавские говоры распространены (исключая сплошной сербоязычный ареал на севере Косова) небольшими анклавами, находящимися на территории с албаноязычным населением в Печском и Косовско-Митровицком округах. Помимо этого, говоры косовско-ресавского диалекта встречаются на территории Румынии (на границе Румынии с Сербией, проходящей по Дунаю) и Северной Македонии (на границе Северной Македонии с Болгарией в районе города Пехчево — говоры галлипольских сербов).
На севере к ареалу косовско-ресавского диалекта примыкает ареал румынского языка, на северо-востоке — ареал болгарского языка и ареалы тимокско-лужницкого и сврлижско-запланского диалектов торлакского наречия. На востоке ареал косовско-ресавского диалекта граничит с областью распространения торлакского призренско-южноморавского диалекта. На юге на территории Косова и Метохии косовско-ресавские и призренско-южноморавские говоры непосредственно не граничат друг с другом, так как и те, и другие не имеют чётких границ, размещаясь в виде небольших островных ареалов среди сплошного ареала албанского языка. К юго-западным районам косовско-ресавского ареала примыкает ареал зетско-южносанджакского диалекта, к западным районам — ареалы восточногерцеговинского и шумадийско-воеводинского диалекта. На северо-западе косовско-ресавского ареала размещены смедеревско-вршачские говоры, которые граничат на западе с областью распространения шумадийско-воеводинского диалекта, а на севере — с областью распространения румынского языка.
До XVI века в предмиграционный период на территории, которую занимают современные косовско-ресавские говоры в северо-восточной части своего ареала, прилегающей к реке Тимок в его нижнем течении и к Дунаю, были распространены говоры торлакского наречия. После миграций южнославянского населения косовско-ресавский ареал расширился на северо-восток, где сменил северные торлакские говоры.

## Особенности диалекта
Говоры косовско-ресавского диалекта разделяют большинство общештокавских языковых черт. Кроме того, они характеризуются собственными местными диалектными явлениями, к числу которых относят:
1. Рефлекс праславянского *ě — гласная e, в том числе и во флексиях (sestre); при этом в смедеревско-вршачских говорах наряду с e в ряде позиций в качестве рефлекса *ě выступает также гласная i (как и в шумадийско-воеводинском диалекте), в частности, во флексиях существительных в формах дательного и местного падежей единственного числа (sestri). В говорах галлипольских сербов Македонии *ě сохранилась незаменённой.
2. Переход -ао > -о при сохранении -äо.
3. Открытое произношение кратких гласных e и o.
4. Наличие сочетаний согласных št и žd на месте *stj и *zdj.
5. Отсутствие согласных фонем h и f при сохранении их в говорах, граничащих с ареалами албанского и румынского языков.
6. Наличие согласной фонемы ʒ, выступающей в начале слова перед v: ʒvono.
7. Сохранение старой системы акцентуации, включающей три типа ударения, при новоштокавском смещении ударения с последнего слога: sȅstra, tráva. Изменение долгих гласных в заударных слогах в краткие.
8. Совпадение окончаний в формах родительного и местного падежей множественного числа.
9. Совпадение окончаний в формах дательного и творительного падежей множественного числа.
10. Наличие словоформы ge (литер. gde, gdje «где»), сходной с такой же словоформой в торлакском наречии.
11. Наличие энклитик множественного числа ni, vi и ne, ve.
12. Наличие форм сравнительной степени типа živši, belši.
13. Инфинитив c сократившимся i: doć, kazat.
14. Сохранение аориста, редкое употребление имперфекта.
15. Лексические заимствования из турецкого и других восточных языков (в говорах Косова и Метохии), албанские и румынские заимствования в говорах, граничащих с ареалами албанского и румынского языков, германизмы в говорах Баната и т. д.

Соседние с сербским языки (прежде всего албанский и румынский) повлияли на говоры косовско-ресавского ареала не только в сфере лексики, но и на других языковых уровнях. Так, под влиянием албанского языка произошли изменения в системе консонантизма, под влиянием румынского языка сформировались некоторые особенности, присущие балканскому языковому союзу. Это иноязычное влияние способствовало обособлению тех или иных говоров в пределах косовско-ресавского диалекта. Кроме того, на внутреннюю дифференциацию косовско-ресавских говоров оказали воздействие междиалектные контакты с соседними говорами шумадийско-воеводинского диалекта и говорами торлакских диалектов. Так, например, смедеревско-вршачские говоры, характеризующиеся наличием икавизмов, образуют переходный тип говоров от косовско-ресавского к воеводинско-шумадийскому диалекту. В их языковом комплексе практически отсутствует фонема ʒ, выступающая в начале слова перед v; отмечаются формы инфинитива на -ti, -ći и т. д.